# Reca Norm

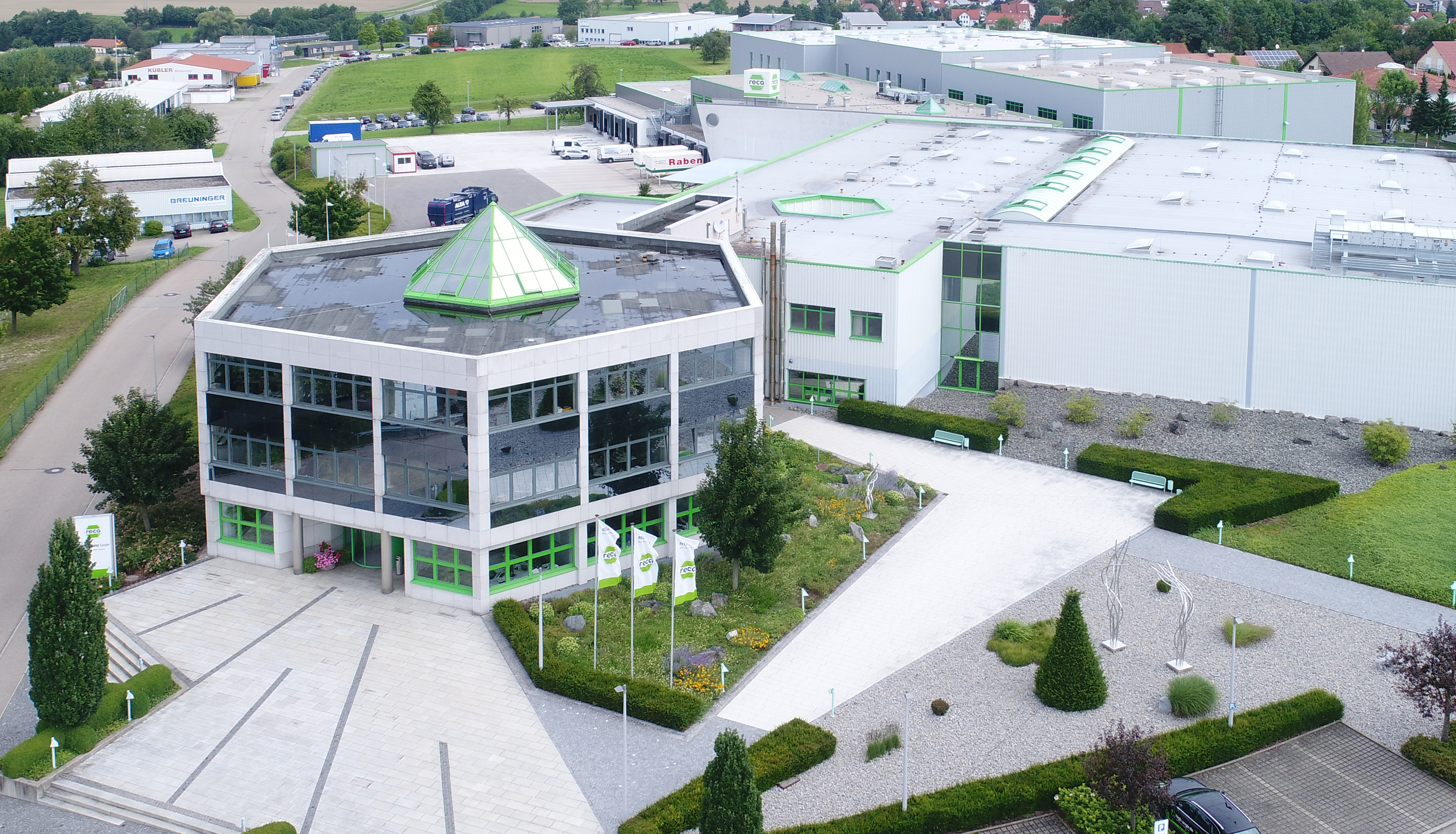
RECA NORM Firmenzentrale, Kupferzell

Die Reca Norm GmbH (Eigenschreibweise: RECA NORM) ist ein Vertriebsunternehmen für Werkzeuge und Befestigungstechnik für Handwerksbetriebe und die Industrie in Deutschland. Das Reca-Sortiment umfasst Befestigungs- und Montagetechnik mit Handbearbeitungswerkzeugen sowie Hilfs- und Pflegeprodukten. Zu den Branchen der Reca Norm zählen das Bau- und Metallhandwerk, innerbetriebliche Werkstätten sowie die Industrie. Das Unternehmen mit Sitz in Kupferzell ist Teil der Würth-Gruppe.

## Geschichte
Die Reca Norm GmbH & Co. KG entstand 1981 aus der Vereinigung der bis dahin selbstständig agierenden Schraubenhändler Detmering KG, Hans Zander KG, Schrauben Listl, Schrauben Müller und Schrauben Schmid. Mit der Eingliederung von Siller & Laar aus Augsburg am 1. Januar 1994 wurde die Firma an die Reca Norm eingebunden. Ab diesem Zeitpunkt wurde die Marke RECA über Siller & Laar sowie die bereits vor Ort agierende Vertriebsmannschaft von Reca im Großraum Augsburg vertrieben. Siller & Laar, welche 1836 gegründet wurde, fungiert als eigenständige Firma innerhalb der Reca Group.
1986 erfolgte der Umzug der Reca Norm von Gaisbach nach Kupferzell. 1996 wurde der Neubau der Firmenzentrale mit neuesten Logistik- und Kommunikationssystemen ausgestattet und agiert seitdem international in Europa und im Ausland. Am 14. Juli 2011 wurde die Gesellschaftsform in Reca Norm GmbH geändert. Durch die Eingliederung weiterer Firmen wurde die Marktbearbeitung neu geordnet und die Reca Group entstand.

## Unternehmensstruktur
Die Reca-Group ist die Dachorganisation für die Marken RECA (Handwerk), NORMFEST und SCAR (Automotive) sowie RECA (Industrie). Außerdem ist das Unternehmen Muttergesellschaft verschiedener Firmen mit spezialisiertem Sortiment.
Heute ist die Reca-Group mit 27 Gesellschaften in 19 Ländern aktiv. Die Firmen der Gruppe erreichen 2020 einen Umsatz von 740,7 Millionen Euro und beschäftigen 4186 Mitarbeiter. Das Unternehmen unterhält in Deutschland Niederlassungen in Berlin-Reinickendorf, Berlin-Schöneberg, Berlin-Pankow, Frankfurt/Dreieich, Kaiserslautern, Köln/Hürth, Dortmund, Ingolstadt, Augsburg, Leipzig, Hamburg und Hannover.

## Produkte
Das Sortiment umfasst mehr als 40.000 Fachartikel für Handwerk und Industrie aus den Produktbereichen Befestigungstechnik, Materialbearbeitung, Dübeltechnik, Chemisch-Technische Produkte, Handwerkzeuge, Mess- und Spannwerkzeuge, Diamanttechnik, Arbeitsschutz, Beschläge, Dach- und Holzbau, Baubedarf und Elektrowerkzeuge. Weiter verfügt das Unternehmen mit der Marke RECA MAXMOBIL über ein eigenes Fahrzeugeinrichtungssystem. Zudem verfügt Reca über eine eigene Sparte für Betriebseinrichtungen.